# Artikulationsorgan

Artikulationsorte:
1. exolabial 2. endolabial 3. dental 4. alveolar 5. postalveolar 6. präpalatal 7. palatal 8. velar 9. uvular 10. pharyngal 11. glottal 12. epiglottal 13. radikal 14. posterodorsal 15. anterodorsal 16. laminal 17. apikal 18. sublaminal

Mit Artikulationsorgan oder Artikulator, umgangssprachlich auch Sprachinstrument, bezeichnet man in der Phonetik den relativ beweglichen, meist unteren Teil des Vokaltrakts, der bei der Artikulation, einem Teilprozess der Lautbildung, zum Einsatz kommt. Bei der Bildung von Konsonanten oder Halbvokalen werden zwei Teile des Stimmweges miteinander in Kontakt gebracht oder angenähert. Der obere, eher unbewegliche Teil ist der Artikulationsort.
In der Phonetik werden folgende Artikulationsorgane unterschieden:
- Unterlippe → labiale Laute
- Zungenspitze (Apex) → apikale Laute
- Zungenkranz (Korona) → koronale Laute
- Zungenblatt (Lamina) → laminale Laute
- Zungenrücken (Dorsum) → dorsale Laute
- Zungenwurzel (Radix) → radikale Laute
- Stimmlippen (Glottis) → glottale Laute

Da die Stimmlippen gleichzeitig Artikulationsort der glottalen Laute sind, werden sie nicht immer explizit als Artikulator angegeben.
Die Artikulatoren werden – im Gegensatz zu Stimmhaftigkeit, Artikulationsort und -modus – normalerweise nicht zur Benennung einzelner Laute herangezogen, können aber in Einzelfällen zur Distinktion angegeben werden.
| Bezeichnung  | Artikulationsorgan            | Artikulationsort                    | Beispiel    |
| ------------ | ----------------------------- | ----------------------------------- | ----------- |
| bilabial     | Unterlippe (Labium inferius)  | Oberlippe (Labium superius)         | [⁠p⁠] [⁠b⁠] [⁠m⁠] |
| labiodental  | Unterlippe                    | obere Schneidezähne                 | [⁠f⁠] [⁠v⁠]     |
| dental       | Zungenblatt                   | obere Schneidezähne                 | [⁠d̪⁠]         |
| alveolar     | Zungenspitze (Apex linguae)   | Zahndamm (Alveolus dentalis)        | [⁠d⁠]         |
| postalveolar | Zungenblatt                   | harter Gaumen (Palatum durum)       | [⁠ʃ⁠] [⁠ʒ⁠]     |
| retroflex    | Zungenspitze                  | harter Gaumen                       | [⁠ɻ⁠]         |
| palatal      | Zungenrücken (Dorsum linguae) | harter Gaumen                       | [⁠ç⁠]         |
| velar        | Zungenrücken                  | weicher Gaumen, Gaumensegel (Velum) | [⁠k⁠] [⁠ɡ⁠]     |
| uvular       | Zungenrücken                  | Gaumenzäpfchen (Uvula)              | [⁠ʀ⁠]         |
| pharyngal    | Zungenwurzel (Radix linguae)  | Rachenwand (Pharynx)                | [⁠ħ⁠]         |
| glottal      | Stimmlippen                   | Stimmritze (Glottis)                | [⁠h⁠]         |

Die Artikulatoren können auch eingeteilt werden in Kehlkopf und Artikulatoren oberhalb des Kehlkopfes (Gaumensegel, örtliche Artikulatoren). Die örtlichen Artikulatoren sind dann der vordere Zungenrücken, der Zungenkörper, der Zungenansatz und die Lippen.